# كأس الدوري الياباني 2000
كأس الدوري الياباني 2000 (باليابانية: 2000年のJリーグカップ) هو الموسم 8 من كأس الدوري الياباني. أشرف على تنظيمه دوري الدرجة الأولى الياباني، وكان عدد الأندية المشاركة فيه 27، وفاز فيه كاشيما أنتلرز.